# Armoiries du territoire britannique de l'océan Indien

Armoiries du territoire britannique de l'océan Indien.

Les armoiries du territoire britannique de l'océan Indien sont approuvées en 1990.
On peut y voir, sur un champ d'azur, un palmier d'or situé derrière la couronne de Saint-Edouard qui est utilisée par les monarques britanniques. À la pointe du blason, on peut voir des ondes d'argent. Sur une frange située au sommet, on peut voir le drapeau du Royaume-Uni.
Deux tortues soutiennent le blason, symbole de la faune du territoire.
Le tout est surmonté d'une chimère en forme de tour sur laquelle flotte le drapeau du territoire.
Dans la partie inférieure, sur une ceinture, on peut lire la devise du territoire In tutela nostra Limuria, en français « Nous prenons en charge la Lémurie ».